# Сињски партизански одред
Сињски народноослободилачки партизански (НОП) одред  је био партизанска јединица у саставу Народноослободилачке војске и партизанских одреда Југославије током Другог светског рата у Хрватској.

## Историјат
Формиран је 10. августа 1941. код села Бителића. На дан 14. августа 1941. имао је четири вода са 92 борца наоружана пушкама. По одлуци ПК КП Хрватске за Далмацију, Одред се после формирања пребацио из рејона Бителића у рејон јужно од села Вагња са задатком да прихвати Сплитски и Солински НОП одред при прелазу реке Цетине и заједно с њима почне борбе на планини Динари и Камешници. Због разбијања Сплитског НОП одреда и враћања Солинског НОП одреда, до реализације тог плана није дошло, па је Одред 16. августа 1941. напао жандармеријску станицу на Вагњу, покидао телефонско-телеграфске линије и на неколико места порушио пут Сињ–—Ливно. Након тога пребацио се у Отоку ближе ријеке Цетине. Због недовољног партијско-политичког рада у јединици, неактивности и недостатка везе са ПК КП Хрватске за Далмацију, дошло је до осипања Одреда, па је крајем августа бројно стање спало на око 10 бораца. Почетком септембра борци Одреда су ушли у састав новоформираног Далматинско—динарског НОП одреда. У саставу тог одреда дејствовале су партизанске јединице, које су повремено, крајем 1941. и почетком 1942. носиле називе Сињски НОП одред или Сињска партизанска чета.